# Катастрофа DC-4 на Медисин-Боу
Катастрофа DC-4 на Медисин-Боу — крупная авиационная катастрофа, произошедшая в четверг 6 октября 1955 года, когда через 53 минуты после вылета Douglas DC-4 компании United Air Lines (UAL) врезался в пик Медисин-Боу в районе местности Сентенниал штата Вайоминг. В происшествии погибли все 66 человек на борту, что на то время делало её крупнейшей катастрофой в коммерческой авиации США.

## Самолёт
Участвующий в происшествии DC-4 с заводским номером 18389 был выпущен в 1944 году и изначально являлся моделью C-54B-15-DO. Он поступил в ВВС Армии США где получил регистрационный номер 43-17189. Впоследствии самолёт переделали в гражданский вариант (DC-4) и передали UAL, где регистрационный номер сменился на N30062. Всего авиалайнер имел 28 755 часов налёта.

## Катастрофа
Самолёт выполнял рейс 409, который начался в среду 5 октября в 19:10 из Нью-Йорка, а закончиться должен был в Сан-Франциско. Рейс 409 успел сделать остановки в Филадельфии, Детройте, Чикаго и Омахе, когда ранним утром в четверг 6 октября в 05:51, задержавшись на 1 час 11 минут из-за неблагоприятных погодных условий на маршруте, приземлился в аэропорту Стэплтон города Денвер. Здесь произошла смена экипажа, новый состоял из командира Клинтона К. Кука-младшего (англ. Clinton C. Cooke, Jr., 34 года, в UAL 12 лет), второго пилота Ральфа Д. Солсбери-младшего (англ. Ralph D. Salisbury, Jr., 33 года) и стюардессы Патрисии Д. Шаттлворт (англ. Patricia D. Shuttleworth, 22 года). Согласно записям, сделанным при сменах экипажа в Чикаго и Денвере, никаких замечаний по самолёту не было. В Денвере на борт сели 11 пассажиров, а в баки залили 1000 галлонов топлива. Всего на борту находились 63 пассажира, включая 2 детей. Среди пассажиров были 5 женщин из хора Мормонской Скинии, возвращавшихся в Солт-Лейк-Сити после тура в Европу, и 19 военнослужащих. Вес авиалайнера составлял 64 147 фунтов при допустимом 64 800 фунтов.
Согласно плану полёта, Дуглас должен был сперва следовать по воздушному коридору V-4 от Денвера до Ларами, потом по V-118 до Рок-Ровера, с обязательным докладом о его прохождении, затем по V-6 до Форт-Бриджера и после по V-32 и совершить посадку в Солт-Лейк-Сити. Так как DC-4 не имеет герметичной пассажирской кабины, то высота полёта была установлена 10 000 футов, что обеспечивало на маршруте сохранение безопасной высоты при отсутствии дискомфорта для пассажиров. В 06:33 рейс 409 вылетел из Денвера и направился в Солт-Лейк-Сити, расчётное время полёта составляло 2 часа 33 минуты. После взлёта командир Кук связался с оператором авиакомпании и сообщил время взлёта. Это было последнее радиосообщение с борта рейса 409. По расчётам авиалайнер должен был пройти Рок-Ривер в 08:11, однако в данное время доклада от экипажа не прозвучало. После ряда безуспешных попыток установить связь самолёт был объявлен пропавшим.
Поиск самолёта производился при поддержке ВВС Национальной гвардии, воздушного патрулирования и самой UAL. Сотрудники UAL высказали мнение, что экипаж мог спрямить маршрут, чтобы сократить отставание от расписания, поэтому поиски сосредоточили западней от маршрута в районе высоких гор. В 11:40 пилот Мэл Конине (англ. Mel Conine) из Национальной гвардии штата Вайоминг в 33 милях западней Ларами и в полумиле от озера Мари близ шоссе 130 обнаружил на склоне горы Медисин-Боу тёмное пятно, в котором опознал разбившийся DC-4. Из-за сильной турбулентности близ горы пилоты смогли опуститься только на высоту около тысячи ярдов (910 метров) и не могли определить наличие выживших. Вышедшие к месту падения поисковые группы не смогли найти ни одного выжившего. Все 66 человек на борту погибли. На момент событий это была крупнейшая катастрофа в гражданской авиации США и с участием DC-4. Наравне с произошедшей в том же году катастрофой R6D-1 ВМС США, является крупнейшей авиационной катастрофой 1955 года.

## Расследование
По трём найденным часам и часам на приборной панели самого самолёта было установлено, что катастрофа произошла в 07:26 местного времени. На высоте 11 570 футов авиалайнер с расчётной скоростью 240 миль/ч врезался в почти отвесный склон Медисин-Боу (максимальная высота 12 005 футов или 3659 метров) всего в 60 футах (18 метров) ниже вершины гребня в месте удара и разрушился, после чего обломки скатились вниз по склону. По маршруту полёта в это время проходил мощный антициклон, который привёл к пасмурной погоде. Согласно прогнозу погоды в Ларами за 07:28, стояла переменная облачность высотой 5500 футов, видимость 40 миль; ветер западно-северо-западный 13 узлов; ливневый снег неизвестной интенсивности в районе гор. Пилот небольшого самолёта, выполнявшего перелёт из Шайенна (Вайоминг) в Рино (Невада), прошёл район гор за несколько минут до катастрофы рейса 409 и в 22 милях восточнее. С его слов, в северном направлении стоял густой туман, но видимость в районе гор была хорошая, хотя вершины и закрывались белыми облаками высотой около 13 тысяч футов (около 4 км). Также перед горами из-за турбулентности наблюдались нисходящие воздушные потоки.
Для складывания тел погибших был сооружён временный морг в лагере Вайоминского научного университета, расположенного в западной части Сентенниала и в 7 милях от места катастрофы. К 10 октября все 66 погибших были найдены и опознаны.
Для близости к месту катастрофы, лагерь поисковых групп был разбит на высоте 10 400 футов. Ход работ сильно осложнялся метелью в данном районе, а также отсутствием в поисковых группах опытных альпинистов. Максимальная разрешённая высота для поисков была установлена 11 275 футов. На этой высоте было найдено хвостовое оперение, отделившееся при ударе. Передняя часть фюзеляжа до крыла, включая кабину, была полностью разрушена, хвостовая часть, не считая отделившегося оперения, относительно не пострадала. Не было найдено никаких доказательств, что в полёте произошло разрушение конструкции, либо был пожар на борту. Были исследованы все четыре двигателя и не найдено свидетельств сбоя в их работе. Навигационное оборудование было разбито и определить показания приборов оказалось невозможно. По имеющимся сведениям, так как часть обломков оказалась выше верхней границы района поисков, то UAL запросила у Национальной гвардии применить артиллерию для сбивания обломков, а для сжигания остатков топлива был применён напалм.
Был опрошен ряд свидетелей, на показаниях которых было определено, что самолёт пролетел около 23 миль на опасно малой высоте, пока в 124 милях северо-северо-западнее аэропорта вылета и в 33 милях западнее следующей точки маршрута не врезался в гору. Хотя свидетели не могли точно назвать бортовой номер самолёта, однако они все заявляли о большом четырёхмоторном самолёте, а других таких в этом районе на тот момент не было. Теоретически, после вылета из Денвера рейс 409 в 25 милях от Денвера должен был занять высоту 10 тысяч футов и направляться по курсу 315°. Но рейс 409 вместо этого направлялся по курсу 300° на малой высоте. Как рассказал следователям один из опытных пилотов компании United, такое начало полёта было распространённой практикой, чтобы уклониться от малых самолётов, входящих в зону аэропорта. Оставалось объяснить, почему пилоты продолжали сохранять это направление. Было выдвинуто два предположения: попытка спрямить маршрут, либо выведение экипажа из строя.
В пользу первой версии указывало отставание от расписания на 1 час 11 минут. Но спрямление маршрута давало небольшой выигрыш во времени, к тому же из дела командира Кука следовало, что он был очень дисциплинированным, никогда не изменял маршрут полёта без согласования с диспетчером, да и по данному маршруту за период около года до катастрофы летал уже 45 раз. К тому же видимость в районе составляла 40 миль, а потому горы должны были хорошо просматриваться на значительном расстоянии. Так как по самолёту не было никаких замечаний во время предыдущих перелётов, можно сделать вывод, что навигационное оборудование работало исправно.
На вопрос, сохранял ли трудоспособность экипаж в момент катастрофы, точно ответить не представлялось возможным. Стоит отметить, что кабина пилотов имеет подогрев выхлопными газами двигателя. Между тем, если такие газы просочатся в кабину, то экипаж может потерять сознание. Хотя при рассмотрении кабины не было найдено никаких следов прогаров до столкновения с горой, но выпускной коллектор был сильно повреждён и некоторые части не были восстановлены. При повреждении этого коллектора ядовитые газы могли попасть в секцию носового шасси и оттуда просочиться в кабину при включении первичной вентиляции. Но при этом стоит отметить, что данный вентилятор включается только на земле, выключается до взлёта и никогда не включается в полёте, лишь при неисправности носового заборника воздуха. Хотя маловероятно, что экипаж потерял сознание, но эту версию нельзя полностью опровергнуть. Однако против неё всё же свидетельствует то, что при эшелоне полёта 10 000 футов удар произошёл на высоте 11 570 футов, то есть за 4 минуты с момента последнего наблюдения рейса 409 свидетелями тот успел набрать полторы тысячи футов, что, вероятно, указывает на некоторые действия экипажа для выполнения подъёма.
На основании изученных материалов и анализа полученных данных совет сделал вывод, что уклонение от маршрута было сделано пилотами умышленно, но причины, по которым они это сделали, установить не удалось.

## Последствия
На момент событий катастрофа рейса 409 являлась крупнейшей катастрофой гражданского самолёта в США, но всего через год её вдвое превзойдёт столкновение над Большим каньоном, в котором погибли 128 человек. Эти катастрофы привели к широкому резонансу в обществе и привели к убеждению Конгресса США начать установку радаров по всей стране, тем самым уйдя от визуальных полётов на эшелонах.
В августе 2001 года к западу от горы Медисин-Боу любителями была установлена памятная доска, посвящённая жертвам катастрофы. Различные обломки авиалайнера и по настоящее время находятся на склоне этой горы, но само место падения находится под федеральной защитой, а потому вывоз обломков классифицируется как федеральное уголовное преступление.

### Комментарии
1. ↑  В отчёте отнесён к модели Douglas C-54B-15-DO Skymaster которой был изначально в период военной службы.